# Скарамуца Суд (Венеција)
Скарамуца Суд је насеље у Италији у округу Венеција, региону Венето.
Према процени из 2011. у насељу је живело 87 становника. Насеље се налази на надморској висини од 3 м.